# 海斯角
74°1′S 165°17′E / 74.017°S 165.283°E
海斯角是南極洲的海岬，位於維多利亞地的博克格雷溫克海岸，海拔高度850米，根據美國地質調查局測量和該國海軍的空中照片繪入地圖，以地質學家命名。